# Vatteröder Teich
Der Vatteröder Teich ist ein Teich in der Nähe von Vatterode, der durch die Wipper gespeist wird. Er ist Bestandteil eines ursprünglich für die Beschäftigten des VEB Mansfeld Kombinates „Wilhelm Pieck“ angelegten Naherholungsgebietes. Zu DDR-Zeiten wurden hier die Pressefeste das „Mansfeld Echo“ des Mansfeld Kombinates ausgetragen.

## Geschichte
Der Teich in seiner heutigen Form entstand 1849 als Amtsteich durch Vergrößerung des bereits seit dem 15. Jahrhundert bestehenden Mühlteiches und diente ursprünglich der Wasserversorgung für die Vatteröder Mühle. Diese wurde über den Mühlgraben mit Wasser versorgt. Bis in die 1870er Jahre hinein wurde der Mühlgraben, welcher später in den Hüttengraben mündet, auch zur Versorgung der Leimbacher Kupferhütten verwendet. Mit der Entstehung der Kupferkammer und Gottesbelohnungshütte in Hettstedt wuchs der Bedarf an Wasser an, so dass der Teich als Mittel zur stetigen Wasserversorgung an Bedeutung gewann.
Nach dem Zweiten Weltkrieg entwickelte sich der Teich mehr und mehr zu einem Naherholungsgebiet mit Bühne, Spielplatz und Tretbootverleih. Des Weiteren wurde eine Parkeisenbahn installiert.

## Verkehr
Der Vatteröder Teich ist über den gleichnamigen Haltepunkt der Wipperliese eisenbahntechnisch zu erreichen. Der werktägliche Personenverkehr wurde zum 13. April 2015 eingestellt. Aktuell verkehrt die Wipperliese Samstags, Sonn- und Feiertags sowie zweimal monatlich Mittwochs mit jeweils fünf Zugpaaren zu touristischen Zwecken.

## Bestandteile des Naherholungsgebiets

### Parkeisenbahn
Unweit des Teiches befindet sich die ursprünglich als Pioniereisenbahn angelegte Parkeisenbahn Vatterode.
Diese verkehrt üblicherweise von Mai bis Oktober am ersten Wochenende in Monat.

### Ferienpark „Vatteröder Teich“
Der Ferienpark umfasst etliche Häuser, die ganzjährig gemietet werden können.

### Bühne
Die einst kulturell genutzte Bühne im Naherholungsgebiet Vatteröder Teich ist verfallen.

### Kinderspielplatz
Der Kinderspielplatz unweit der Bühne war zu DDR-Zeiten stark frequentiert. Er besteht aus einer Rutsche in Form eines Elefanten und mehreren Schaukeln.